# 高田勇仁
高田 勇仁（たかだ ゆに、1998年6月10日 - ）は、日本のプロボクサー。埼玉県新座市出身。現WBОアジアパシフィックミニマム級王者。WBA世界ミニマム級1位。第35代日本ミニマム級王者。ライオンズボクシングジム所属。

## 来歴
父は日本人、母はフィリピン人。母親の故郷であるフィリピンで生まれ、祖母のもとで育った。
2007年に日本へ移住し、ゆえあって、ずっと離れて暮らしてきた両親と暮らせるようになった。
中学2年の時、カバーレ・ユニとしてU-15大会に出場し、東日本予選決勝で当時中学1年の堤駿斗を破り、全国行きの切符をつかむが、当時中学3年の中谷潤人に敗れた。
2015年8月8日のプロデビュー戦は判定勝ちするも、8か月後の試合でプロ初黒星。
2021年4月21日、後楽園ホールで石澤開と日本ミニマム級ユースタイトルマッチを行い、8回0-2（74-78、73-79、76-76）で判定負けを喫し王座獲得に失敗。
2021年8月2日、後楽園ホールにて行われた「ホープフルファイトvol.35」で伊佐春輔と日本ユースミニマム級王座決定戦を行い、8回1-2（75-77×2、77-75）で判定負けを喫し王座獲得に失敗。
2022年7月9日、八王子エスフォルタ・アリーナにて行われた第44回ファイティング・スピリット・シリーズで伊佐春輔と戦い、1回41秒TKO勝ちをし、約3年ぶりに勝利した。
2022年11月8日、フェニックスバトル94でユース王者である森且貴に5回2分54秒でTKO勝ち。
2023年2月16日、後楽園ホールで元OPBFミニマム級王者小浦翼と日本ミニマム級王座決定戦を行う予定だったが、小浦の計量棄権で中止。
2023年4月26日、後楽園ホールにて行われた「フェニックスバトル99＆DANGAN257」で日本ミニマム級2位長谷部守里と日本ミニマム級王座決定戦を行い、6回2分59秒TKO勝ちを収め王座獲得。なおライオンズジム創設36年目で初王者となった
2023年7月8日、八王子エスフォルタアリーナで行われた「第45回 ファイティング スピリット シリーズ」で、日本ミニマム級1位仲島辰郎に10回3-0（96-93×2、97-92）の判定勝ちを収め初防衛に成功した。
2023年11月27日、後楽園ホールにて行われた「フェニックスバトル107」で日本ミニマム級2位森且貴と再戦し、10回3-0（97-92×3）の判定勝ちを収め2度目の防衛に成功した。
2024年3月8日、後楽園ホールにて行われたライオンズジム初興行の「ライオンズゲート」で日本ミニマム級1位伊佐春輔と4度目の再戦を行い、10回3-0（96-92×2、97-91）の判定勝ちを収め3度目の防衛に成功した。
2024年7月12日、後楽園ホールにて行われた「ゴールデンチャイルドボクシング139」で日本ミニマム級7位の金谷勇利と対戦し、10回3-0（97-93、96-94×2）の判定勝ちを収め4度目の防衛に成功した。試合後のマイクで高田は今後について日本王座を返上した上でアジア王座、世界王座に挑むことを宣言し、WBOアジアパシフィック同級王者の小林豪己への挑戦をアピールした。
2024年8月13日付で日本ミニマム級王座を返上した。
2025年1月24日、有明アリーナにて行われた井上尚弥対金藝俊の前座でWBOアジアパシフィックミニマム級王者の小林豪己に挑戦し、3回中にダウンを奪ったこともあり12回2-1（116-111、114-113、113-114）の判定勝ちを収め、王座獲得に成功した。

## 戦績
- プロ - 27戦16勝(6KO)8敗3分

| 戦           | 日付           | 勝敗 | 時間    | 内容        | 対戦相手                  | 国籍 | 備考                                          |
| ------------ | -------------- | ---- | ------- | ----------- | ------------------------- | ---- | --------------------------------------------- |
| 1            | 2015年8月8日   | ☆    | 4R      | 判定3-0     | 大島滉平（三迫）          | 日本 | プロデビュー戦                                |
| 2            | 2015年12月6日  | ☆    | 4R 2:07 | KO          | チャンス望月（関門JAPAN） | 日本 |                                               |
| 3            | 2016年4月26日  | ★    | 4R 1:33 | TKO         | 長谷部守里（三迫）        | 日本 |                                               |
| 4            | 2016年8月21日  | ★    | 3R 0:31 | TKO         | 仲島辰郎（平仲BS）        | 日本 |                                               |
| 5            | 2017年6月15日  | ☆    | 4R 1:40 | TKO         | 諸岡直樹（白井・具志堅S） | 日本 |                                               |
| 6            | 2017年9月25日  | △    | 4R      | 判定0-1     | 和田優麻（REBOOT）        | 日本 |                                               |
| 7            | 2018年3月2日   | ☆    | 4R      | 判定3-0     | 柴沼智樹（KG大和）        | 日本 |                                               |
| 8            | 2018年6月5日   | ☆    | 4R 2:00 | TKO         | 新冨凌（JBスポーツ）      | 日本 |                                               |
| 9            | 2018年7月31日  | ☆    | 4R      | 判定2-0     | 山本要（ワールドS）       | 日本 |                                               |
| 10           | 2018年9月27日  | ★    | 4R      | 判定1-2     | 柴沼智樹（KG大和）        | 日本 |                                               |
| 11           | 2019年2月17日  | ☆    | 6R      | 判定3-0     | 伊佐春輔（川崎新田）      | 日本 |                                               |
| 12           | 2019年4月21日  | ★    | 6R 1:25 | TKO         | 見村徹弥（千里馬神戸）    | 日本 |                                               |
| 13           | 2019年7月26日  | ☆    | 6R 0:36 | 負傷判定3-0 | 東健史（ARITOMI）         | 日本 |                                               |
| 14           | 2019年11月9日  | ★    | 6R 0:51 | TKO         | 川満俊輝（三迫）          | 日本 |                                               |
| 15           | 2020年8月9日   | △    | 8R      | 判定1-1     | 佐宗緋月（T&T）           | 日本 |                                               |
| 16           | 2020年11月25日 | ★    | 8R      | 判定0-3     | 田中教仁（三迫）          | 日本 |                                               |
| 17           | 2021年4月21日  | ★    | 8R      | 判定0-3     | 石澤開（M.T）             | 日本 | 日本ユースミニマム級タイトルマッチ            |
| 18           | 2021年8月2日   | ★    | 8R      | 判定0-3     | 伊佐春輔（川崎新田）      | 日本 | 日本ユースミニマム級王座決定戦                |
| 19           | 2021年11月26日 | △    | 8R      | 判定1-1     | 山下祥希（KG大和）        | 日本 |                                               |
| 20           | 2022年7月9日   | ☆    | 1R 0:41 | TKO         | 伊佐春輔（川崎新田）      | 日本 |                                               |
| 21           | 2022年11月8日  | ☆    | 5R 2:54 | TKO         | 森且貴（大橋）            | 日本 |                                               |
| 22           | 2023年4月26日  | ☆    | 6R 2:59 | TKO         | 長谷部守里（三迫）        | 日本 | 日本ミニマム級王座決定戦                      |
| 23           | 2023年7月8日   | ☆    | 10R     | 判定3-0     | 仲島辰郎（平仲BS）        | 日本 | 日本王座防衛1                                 |
| 24           | 2023年11月27日 | ☆    | 10R     | 判定3-0     | 森且貴（大橋）            | 日本 | 日本王座防衛2                                 |
| 25           | 2024年3月8日   | ☆    | 10R     | 判定3-0     | 伊佐春輔（川崎新田）      | 日本 | 日本王座防衛3                                 |
| 26           | 2024年7月12日  | ☆    | 10R     | 判定3-0     | 金谷勇利（金子）          | 日本 | 日本王座防衛4                                 |
| 27           | 2025年1月24日  | ☆    | 12R     | 判定2-1     | 小林豪己（真正）          | 日本 | WBОアジアパシフィックミニマム級タイトルマッチ |
| 28           | 2025年9月14日  |      |         |             | 松本流星（帝拳）          | 日本 | WBA世界ミニマム級レギュラー王座決定戦 試合前  |
| テンプレート |                |      |         |             |                           |      |                                               |

## 獲得タイトル
- 第35代日本ミニマム級王座（防衛4=返上）
- WBOアジアパシフィックミニマム級王座（防衛0）